# Emmanuel-Orentin Douen
Emmanuel-Orentin Douen, né le 2 juin 1830 à Templeux-le-Guérard et mort le 9 juillet 1896 à Paris, est un théologien et historien français, spécialiste de l’histoire du protestantisme français.

## Biographie
D’une famille de tisserands huguenots à Saint-Quentin, Douen a étudié au gymnase de Strasbourg, avant de faire son doctorat à la faculté de théologie protestante de Strasbourg en 1853 avec une thèse intitulée Essai sur l’oraison dominicale.
Pasteur à Quincy-Ségy, de 1853 à 1861, il est devenu, en 1861, représentant de la Société biblique protestante à Paris et, en 1866, l’un des parrains de la Société d’histoire du protestantisme.
Ses recherches académiques portent sur le psautier huguenot de Clément Marot, les premiers pasteurs du Désert et la révocation de l’édit de Nantes à Paris.

## Publications
- Université de France. Faculté de théologie protestante de Strasbourg. Essai sur l’oraison dominicale, Strasbourg, Vve Berger-Levrault, 1853, in-8°, 108 p.
- De la vérité chrétienne et de la liberté en matière de foi, deux études, Paris, chez tous les libraires protestants, 1857, in-8°, 55 p.
- Essai historique sur les églises réformées du département de l’Aisne, Saint-Quentin, Doloy, 1860, 185 p.
- Histoire de la Société biblique protestante de Paris, 1818 à 1868, avec des notices biographiques par F. Schickler, Paris, Société biblique protestante, 1868, gr. in-8°, ii-420 p.
- Le Protestantisme libéral d’aujourd’hui, Paris, Joël Cherbuliez, 1870, in-18, 158 p.
- L’intolérance de Fénelon. Études historiques d’après des documents pour la plupart inédits, Paris, Sandoz et Fischbacher, 1872, rééd. 1875, in-18, xxxiii-315 p.
- Clément Marot et le psautier huguenot. Étude historique, littéraire, musicale et bibliographique contenant les mélodies primitives des psaumes et des spécimens d’harmonie de Clément Jannequin, Bourgeois, J. Louis, Jambe-de-fer, Goudimel, Crassot, Sureau, Servin, Roland de Lattre, Claudine le Jeune, Maréschall, Sweelinck, Stobée etc.Paris, Impr. nationale, 1878-1879, 2 vol. vi-746, 715 p.
- Les Premiers Pasteurs du désert, 1685-1700, d’après des documents pour la plupart inédits, 1879.
- Étienne Dolet, ses opinions religieuses, Paris, E. Martinet, 1881.
- Coup d’œil sur l’histoire du texte de la Bible d’Olivetan, 1535-1560, Lausanne, [s.n.], 1889.
- La Révocation de l’Édit de Nantes à Paris, d’après des documents inédits, Paris, Fischbacher, 1894, 3 vol. iv-591, 618, 542 p.